# Schneider's Bakery
Schneider's Bakery Productions, Inc. fue una compañía productora de televisión fundada por Dan Schneider.
Las series producidas bajo el estandarte de Schneider's Bakery se caracterizan por el uso del mismo establo de escritores en todas las series, algo que es atípico para la serie de televisión con guion y comedias, especialmente creados por el mismo autor, los escritores del personal que trabaja para la mayoría de las series de Schneider's Bakery incluyen a Andrew Hill Newman, George Doty IV y Jake Farrow, entre otros. Directores como Steve Hoefer y Russ Reinsel quienes también trabajan para la empresa dirigiendo muchos episodios bajo el estandarte de la compañía. Músicos como Backhouse Mike y CJ Abraham son en gran parte responsable de la música en las series.
El logotipo de la empresa de producción cuenta con un horno verde y blanco que se abre revelando el nombre de la empresa en una fuente de 1950 de estilo y de color naranja con la "Y" que se extiende con una tira de película en el final seguido por la propia voz de Dan Schneider en off diciendo "MMM! "El horno es similar a la de la cocina del set de iCarly. Desde el episodio de iCarly "iMake Sam Girlier", se empezó a utilizar la tecnología DanWarp, que es simplemente la palabra "DANWARP" incluida en el logo en la tira de película final. Schneider's Bakery utiliza Twitter, Facebook, Blogger, YouTube, y las cuentas de TV.com, para dar actualizaciones de sus producciones.

## Series
| Serie        | Años al aire | Años en Producción | # de episodios producidos | Estatus    |
| ------------ | ------------ | ------------------ | ------------------------- | ---------- |
| Drake & Josh | 2004–2007    | 2003–2006          | 60                        | Finalizado |
| Zoey 101     | 2005–2008    | 2004–2007          | 65                        | Finalizado |
| iCarly       | 2007–2012    | 2007–2012          | 109                       | Finalizado |
| Victorious   | 2010–2013    | 2009–2012          | 60                        | Finalizado |
| Sam & Cat    | 2013-2014    | 2012-2014          | 36                        | Finalizado |
| Henry Danger | 2014-2020    | 2014-2019          | 128                       | Finalizado |
| Game Shakers | 2015-2018    | 2015-2017          | 53                        | Finalizado |

## Películas para TV
| Drake & Josh                               | Drake & Josh | Drake & Josh | Drake & Josh                                                      | Drake & Josh                    | Drake & Josh |
| ------------------------------------------ | ------------ | ------------ | ----------------------------------------------------------------- | ------------------------------- | ------------ |
| Drake & Josh Go Hollywood                  | 2005         | 2006         | Película especial                                                 | 5.8                             |              |
| Drake & Josh: Really Big Shrimp            | 2006         | 2007         | Un episodio de una hora / Dos episodios separados                 | 6.0                             |              |
| Merry Christmas, Drake & Josh              | 2008         | 2008         | Película Especial                                                 | 8.1                             |              |
| Zoey 101                                   |              |              |                                                                   |                                 |              |
| Zoey 101: Spring Break-Up                  | 2005         | 2006         | Un episodio de una hora / Dos episodios separados                 | 5.2                             |              |
| Zoey 101: The Curse of PCA                 | 2006         | 2007         | Un episodio de una hora / Dos episodios separados                 | 3.5                             |              |
| Zoey 101: Goodbye Zoey?                    | 2007         | 2008         | Un episodio de una hora / Dos episodios separados                 | 7.3                             |              |
| Zoey 101: Chasing Zoey                     | 2007         | 2008         | Un episodio de una hora / Dos episodios separados                 | 5.4                             |              |
| iCarly                                     |              |              |                                                                   |                                 |              |
| iGo to Japan                               | 2008         | 2008         | Un episodio de una hora y media / Tres episodios separados        | 7.6                             |              |
| iDate a Bad Boy                            | 2008-2009    | 2009         | Un episodio de una hora / Dos episodios separados                 | 7.1                             |              |
| iFight Shelby Marx                         | 2008         | 2009         | Un episodio de una hora / Dos episodios separados                 | 7.9                             |              |
| iQuit iCarly                               | 2009         | 2009         | Un episodio de una hora / Dos episodios separados                 | 8.9                             |              |
| iPsycho                                    | 2009         | 2010         | Un episodio de una hora / Dos episodios separados                 | 8.3                             |              |
| iStart a Fan War                           | 2010         | 2010         | Un episodio de una hora / Dos episodios separados                 | 5.0                             |              |
| iParty with Victorious                     | 2010         | 2011         | Un episodio de una hora y media / Tres episodios separados        | 7.3                             |              |
| iStill Psycho                              | 2011         | 2011         | Un episodio de una hora / Dos episodios separados                 | 5.5                             |              |
| iShock America                             | 2012         | 2012         | Un episodio de una hora / Dos episodios separados                 | 3.6                             |              |
| iGoodbye                                   | 2012         | 2012         | Un episodio de una hora / Dos episodios separados                 | 6.4                             |              |
| Victorious                                 |              |              |                                                                   |                                 |              |
| Freak the Freak Out                        | 2010         | 2010         | Un episodio de una hora / Dos episodios separados                 | 5.2                             |              |
| Locked Up!                                 | 2010         | 2011         | Un episodio de una hora / Dos episodios separados                 | 5.2                             |              |
| Tori Goes Platinum                         | 2011         | 2012         | Un episodio de una hora / Dos episodios separados                 | 3.8                             |              |
| Sam & Cat                                  |              |              |                                                                   |                                 |              |
| #TheKillerTunaJump: #Freddie #Jade #Robbie | 2013         | 2014         | Un episodio de una hora / Dos episodios separados                 | 4.8                             |              |
| #SuperPsycho                               | 2013         | 2014         | Un episodio de una hora / Dos episodios separados                 | 4.0                             |              |
| Henry Danger                               |              |              |                                                                   |                                 |              |
| The Danger Begins                          | 2013         | 2014         | Un episodio de una hora / Dos episodios separados                 | 1.94                            |              |
| Henry and the Bad Girl                     | 2015         | 2015         | Un episodio de una hora / Dos episodios separados                 | 1.44                            |              |
| One Henry, Three Girls                     | 2015         | 2015         | Un episodio de una hora / Dos episodios separados                 | 1.78                            |              |
| Indestructible Henry                       | 2015         | 2016         | Un episodio de una hora / Dos episodios separados                 | 2.02 (Parte 1) / 2.12 (Parte 2) |              |
| Danger & Thunder                           | 2016         | 2016         | Un episodio de una hora / Crossover / Dos episodios separados     | 2.24                            |              |
| Hour of Power                              | 2016         | 2016         | Un episodio de una hora/Dos episodios separados                   | 3.16                            |              |
| Space Invaders                             | 2016         | 2017         | Un episodio de una hora/Dos episodios separados                   | 2.56 (Parte 1)/1.65 (Parte 2)   |              |
| Game Shakers                               |              |              |                                                                   |                                 |              |
| Sky Whale                                  | 2015         | 2015         | Un episodio de una hora / Dos episodios separados / Serie premier | 1.98                            |              |
| Revenge @ Tech Fest                        | 2015         | 2016         | Un episodio de una hora / Dos episodios separados                 | 1.73                            |              |
| Clam Shakers                               | 2016         | 2017         | Un episodio de una hora / Dos episodios separados                 | 1.39 (Parte 1) / 1.23 (Parte 2) |              |